# Roger Gibbs
Sir Roger Geoffrey Gibbs (13 de octubre de 1934 – 3 de octubre de 2018) fue un financiero británico, que ocupó cargos directivos en el Arsenal Football Club, el Wellcome Trust y Fleming Family & Partners.

## Biografía
Gibbs era el cuarto hijo de Sir Geoffrey Gibbs, KCMG y Lady Gibbs. Su hermano menor era Christopher (1938-2018), coleccionista y anticuario. Estudió en el Eton College y Millfield. Después de su carrera como corredor de bolsa, fue presidente de Gerrard y National Discount Co Ltd. 
Fue director no ejecutivo del Arsenal Football Club entre 1980 y 2005. Se retiró de la junta directiva del club en junio de 2006. También fue presidente del Wellcome Trust entre 1983 y 1999. Participó activamente en obras de caridad y fue presidente de la Fundación de la Catedral de San Pablo.

## Premios y distinciones
Gibbs fue condecorado caballero en 1994. En 2004, The Wellcome Trust bautizó sus oficinas centrales de Euston Road con el nombre de  Gibbs Building para honrar las importantes contribuciones que hizo a las finanzas del fideicomiso.